# Belley
Belley è un comune francese di 9 186 abitanti situato nel dipartimento dell'Ain della regione dell'Alvernia-Rodano-Alpi.

## Storia
È stata la capitale dell'antica provincia di Bugey, attualmente è capoluogo dell'arrondissement di Belley, che raggruppa 9 cantoni e 107 comuni per un totale di 79 656 abitanti (1999).
La città è famosa per la produzione di formaggio: in particolare la toma di Belley (chiamata anche chevret).
Insieme ad Ars è sede episcopale e ospita la cattedrale diocesana.

## Società

### Evoluzione demografica
Abitanti censiti